# شقواص
الشَّقْوَاص (من الإسبانية: saguarzo ،jaguarzo ،charguazo، chaguazo) أو الأَسْتَب أو الأُسْتُب أو الإِسْتِب أو الأُسْطُب (من الإسبانية: estepa، من اللاتينية: stipa، من اليونانية: στοιβή) هو جنس نباتي يتبع الفصيلة اللاذنية، اسمه العلمي Halimium.

## أنواعه
يضم جنس الشقواص 13 نوعاً:
1. الإستب العربي أو الحُطَيْبَة (باللاتينية: Halimium halimifolium)
2. الشقواص الأشبوني (باللاتينية: Halimium lasianthum)
3. الشقواص الأطلسي (باللاتينية: Halimium atlanticum)
4. الشقواص الأليساني (باللاتينية: Halimium alyssoides)
5. الشقواص البرازيلي (باللاتينية: Halimium brasiliense)
6. الشقواص الحبقاني (باللاتينية: Halimium ocymoides)
7. الشقواص الدواري (باللاتينية: Halimium verticillatum)
8. الشقواص الرغلي (باللاتينية: Halimium atriplicifolium)
9. الشقواص الوبري (باللاتينية: Halimium lasiocalycinum)
10. الشقواص الكأسي (باللاتينية: Halimium calycinum)
11. العَطِيّ (باللاتينية: Halimium umbellatum)